# North East Line (MRT)
North East Line – trzecia linia Mass Rapid Transit (MRT) w Singapurze, będąca druga najdłuższą całkowicie podziemną, zautomatyzowaną linią metra na świecie po Circle Line.  Linia ma długości 20 km i 16 stacji. Podróż z jednego końca tej linii na drugi trwa 33 minuty. Linia ta na mapach zaznaczona jest w kolorze purpurowym.